# De Havilland DH.65 Hound
El De Havilland DH.65 Hound fue un bombardero diurno biplaza británico de la década de 1920, construido por De Havilland en el aeródromo de Stag Lane.

## Diseño y desarrollo
El Hound fue diseñado como biplano biplaza de propósito general, una iniciativa privada para cubrir la Especificación 12/26 del Ministerio del Aire. El prototipo G-EBNJ voló por primera vez el 17 de noviembre de 1926. Era de construcción enteramente en madera y estaba propulsado por un motor Napier Lion. En 1927 se modificaron el morro y el timón, se le instaló un motor con caja reductora y recibió la designación modificada DH.65A. Fue entregado a la Real Fuerza Aérea en enero de 1928, recibiendo la matrícula J9127 para su evaluación. Si bien mostró un rendimiento superior al de los otros competidores por la especificación, fue rechazado debido a su construcción en madera, y el pedido se realizó al Hawker Hart.
A pesar del rechazo de la RAF, el 26 de abril de 1928 el avión estableció un récord mundial al transportar una carga de 1000 kg a más de 100 km, a 257 km/h, pilotado por H.S. Broad.
Un proyecto para desarrollar aún más el Hound como transporte de pasajeros de cuatro plazas bajo la denominación DH.74 quedó sin realizar.
Como el diseño no tuvo éxito en otros aspectos, el segundo avión, G-EBNK, no fue completado.

## Operadores
Reino Unido
- Real Fuerza Aérea

## Especificaciones
Referencia datos: British Civil Aircraft since 1919 Volume 2

### Características generales
- Tripulación: Dos
- Longitud: 9,5 m (31 ft)
- Envergadura: 13,7 m (45 ft)
- Altura: 3,5 m (11,5 ft)
- Superficie alar: 42,9 m² (461,8 ft²)
- Peso vacío: 1352 kg (2979,8 lb)
- Peso cargado: 2238 kg (4932,6 lb)
- Planta motriz: 1× motor lineal W12 refrigerado por agua Napier Lion XI.
  - Potencia: 410 kW (565 HP; 558 CV)
- Hélices: Bipala de paso fijo

### Rendimiento
- Velocidad máxima operativa (Vno): 246 km/h (153 MPH; 133 kt)
- Alcance: 1600 km (864 nmi; 994 mi)
- Techo de vuelo: 7800 m (25 591 ft)
- Régimen de ascenso: 7,6 m/s (1496 ft/min)

### Armamento
- Ametralladoras: 

  - Provisión para:
    - 1x Vickers de 7,7 mm frontal fija
    - 1x Lewis de 7,7 mm en anillo Scarff en cabina trasera
- Bombas: Provisión para hasta 104 kg bajo las alas

## Aeronaves relacionadas

### Secuencias de designación
- Secuencia DH._ (interna de De Havilland): ← DH.62 - DH.63 - DH.64 - DH.65 - DH.66 - DH.67 - DH.68 →